# 아우디 A1
아우디 A1(Audi A1)은 독일의 자동차 메이커 아우디가 생산, 판매하는 전륜구동 방식의 소형 승용차이다. 폭스바겐 폴로의 PQ25 전륜구동 플랫폼을 공유하는 차로 BMW 미니를 노리고 나왔다. 생산은 벨기에에 있는 현지공장에서 이루어진다.

## 1세대(8X)

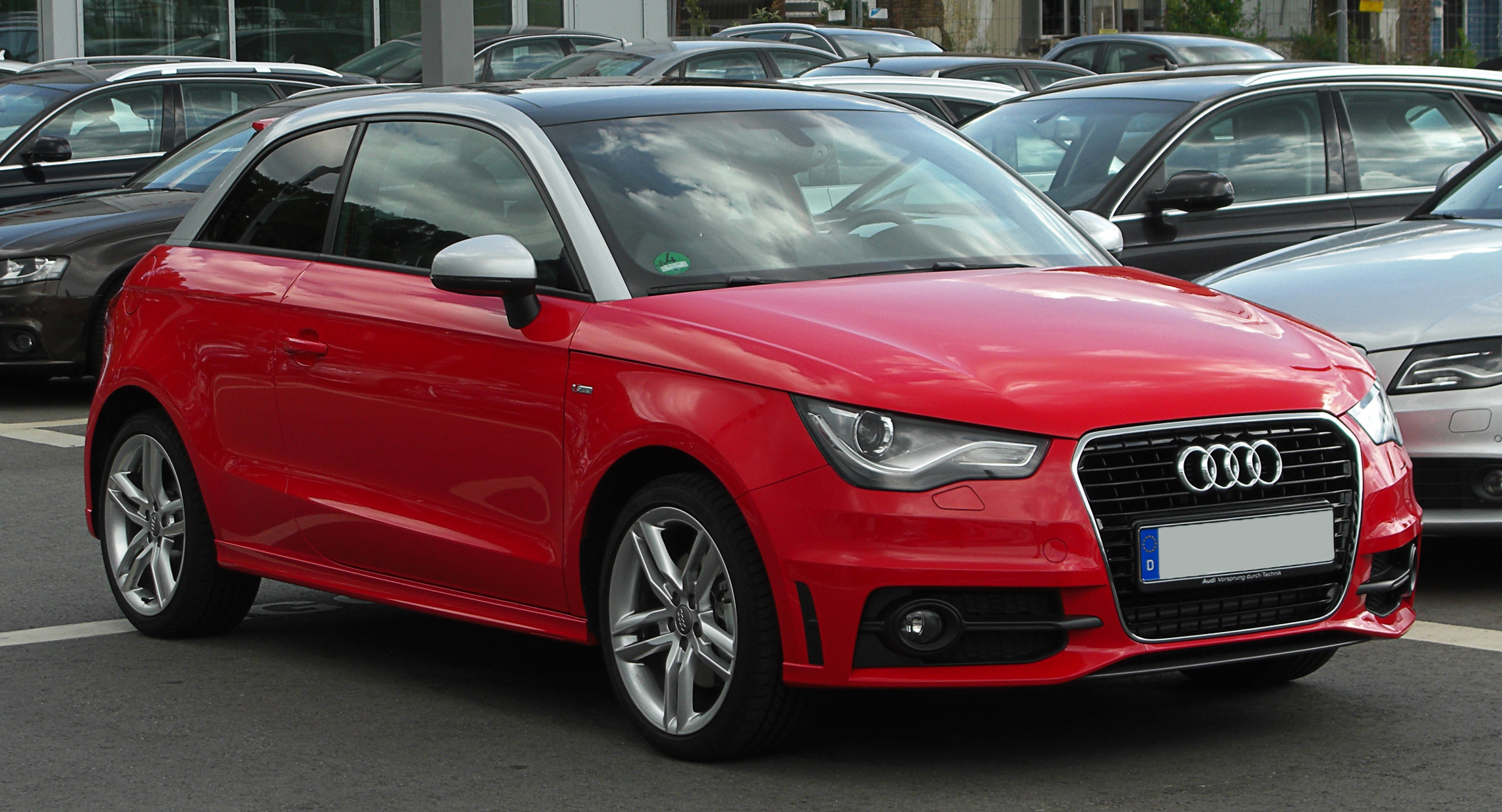
아우디 A1(전기형) 정측면

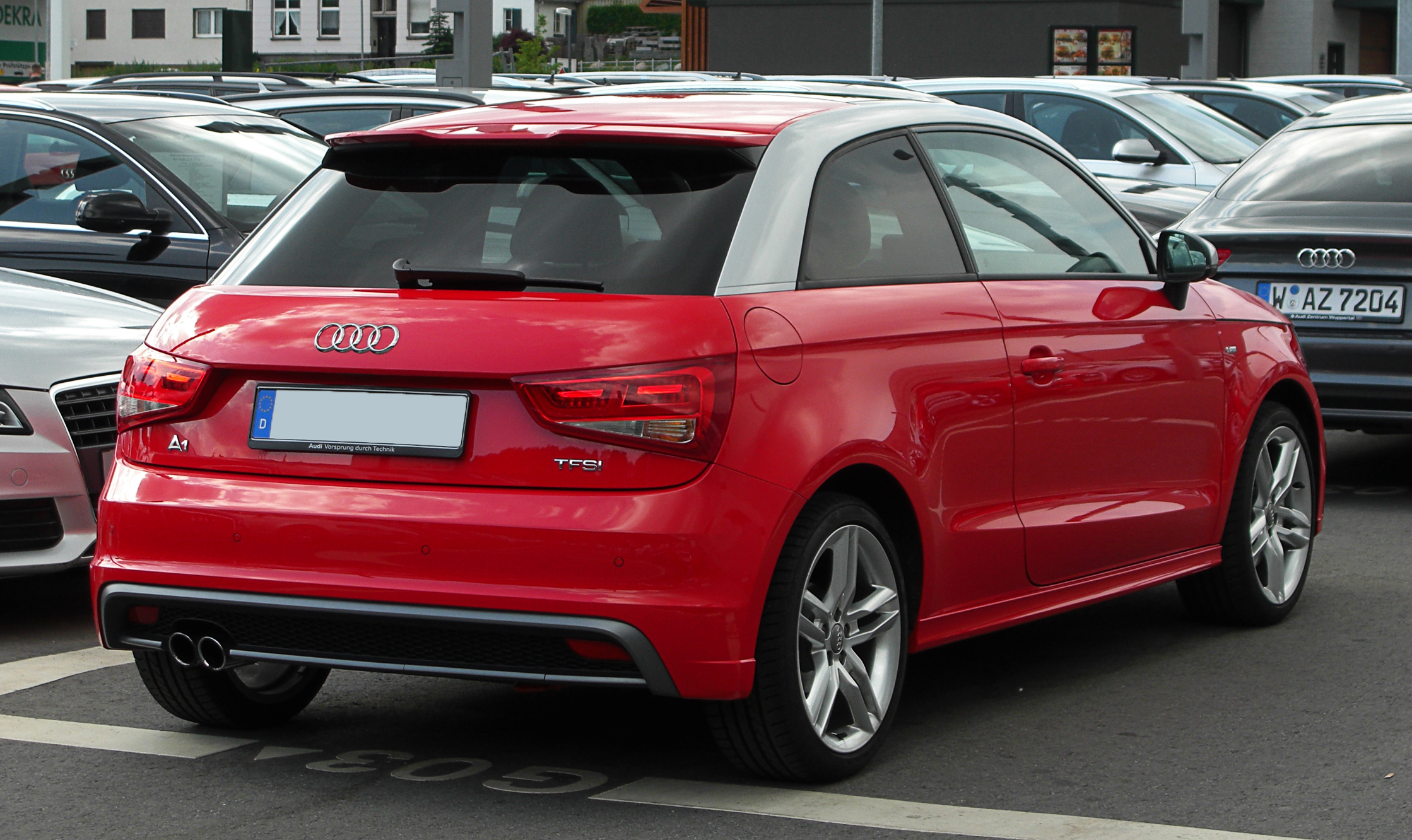
아우디 A1(전기형) 후측면

2007년에 도쿄 모터쇼에서 메트로 프로젝트 콰트로라는 이름으로 컨셉트카가 출품되었고, 2008년 10월에 파리 모터쇼에서 A1 프로젝트 콰트로 컨셉트라는 이름으로 컨셉트카가 출품되었다. 이들을 바탕으로 한 양산형은 2010년 3월에 제네바 모터쇼에서 컨셉트 전기 자동차인 A1 e-tron 프로토 타입과 함께 공개되었고, 동년 8월에 정식 출시되었다. 엔진은 직렬 4기통 1.2L/1.4L TFSI 터보 가솔린과 1.6L/2.0L TDI 터보 디젤이 제공되었고, 변속기는 5단 수동이 1.2L 가솔린 및 1.6L 디젤에, 6단 수동변속기를 1.4L 가솔린 및 2.0L 디젤에, 7단 S-트로닉 자동을 1.4L 가솔린 엔진 사양에 제공했다. 1.4L 엔진 중 185마력 사양은 7단 S-트로닉 변속기가 기본으로 장착되었다. 3도어가 먼저 출시되었고, 5도어 모델인 스포트백은 2008년에 공개된 동명의 컨셉트카의 양산형으로 2011년에 도쿄 모터쇼에서 처음으로 공개되었고, 그 해 11월부터 판매가 시작되었다. 2012년에는 256마력을 내는 2.0L TFSI 엔진과 6단 수동변속기를 맞물린 콰트로 사양도 333대 한정판으로 선보였고, 그 외에도 여러 한정판 및 특별 사양들이 선보였다.
2014년 11월에는 페이스리프트 모델이 공개되었다. 전후면 램프 디자인을 수정했고, 엔진 라인업의 변경이 이루어져 직렬 3기통 1.0L 가솔린 및 1.4L 디젤 엔진이 추가되었다. 서스펜션도 새로 손봤으며 옵션으로 능동형 댐핑 시스템과 드라이브 셀렉트 기능도 마련했다. 그리고 231마력짜리 2.0L TFSI 엔진과 6단 수동변속기를 맞물린 고성능 사양인 S1과 S1 스포트백도 선보였다. 대한민국에서는 시장성과 경제성에서 밀려 정식 수입이 안 되었다가, 페이스리프트 모델이 나온 후인 2015년 6월에서야 정식 수입되었다. 유로 6를 만족하는 116마력 1.6리터 TDI 커먼레일 디젤 엔진이 달린 30 TDI 3도어형과 5도어형인 스포트백이 들어왔다.

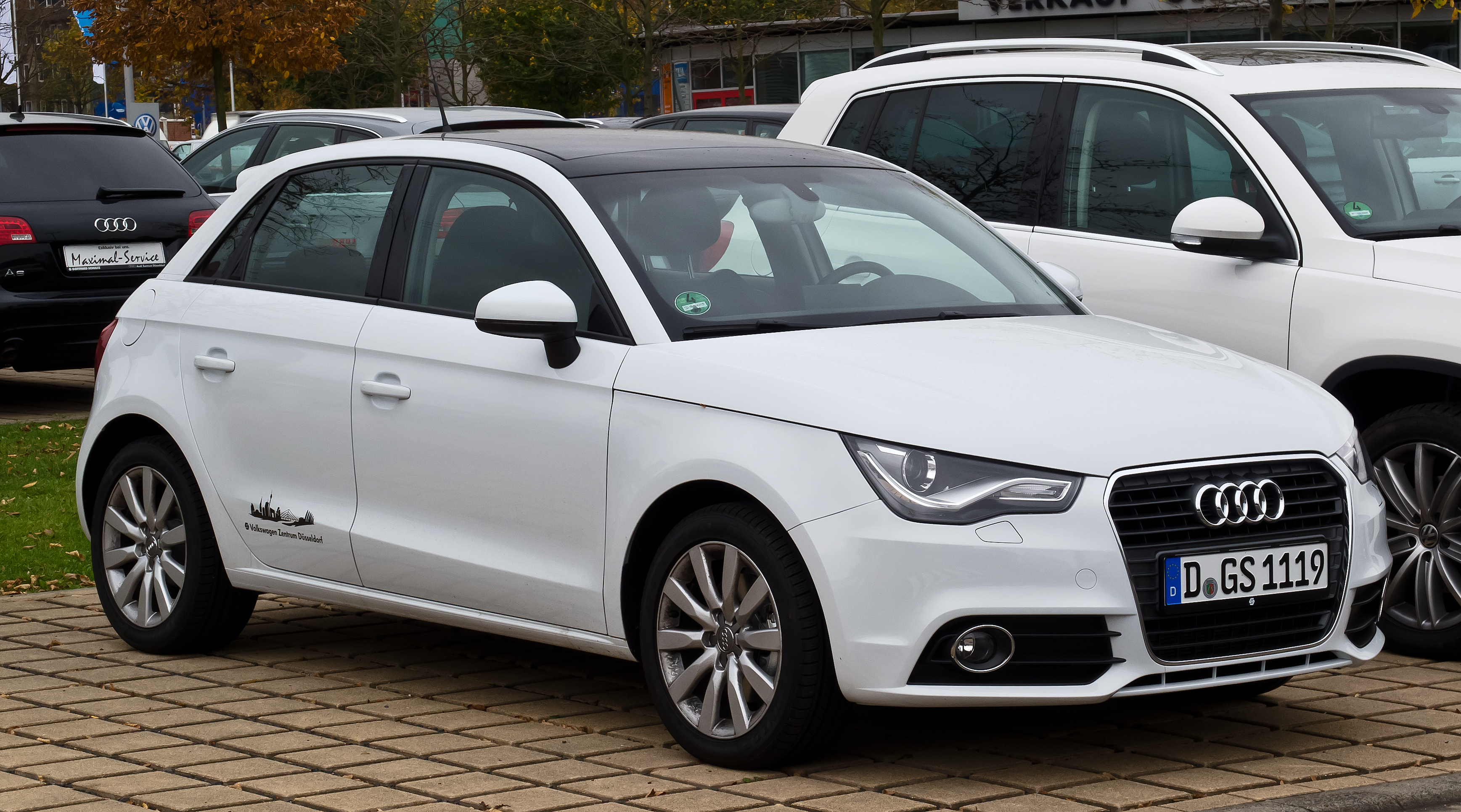
아우디 A1 스포트백(전기형) 정측면
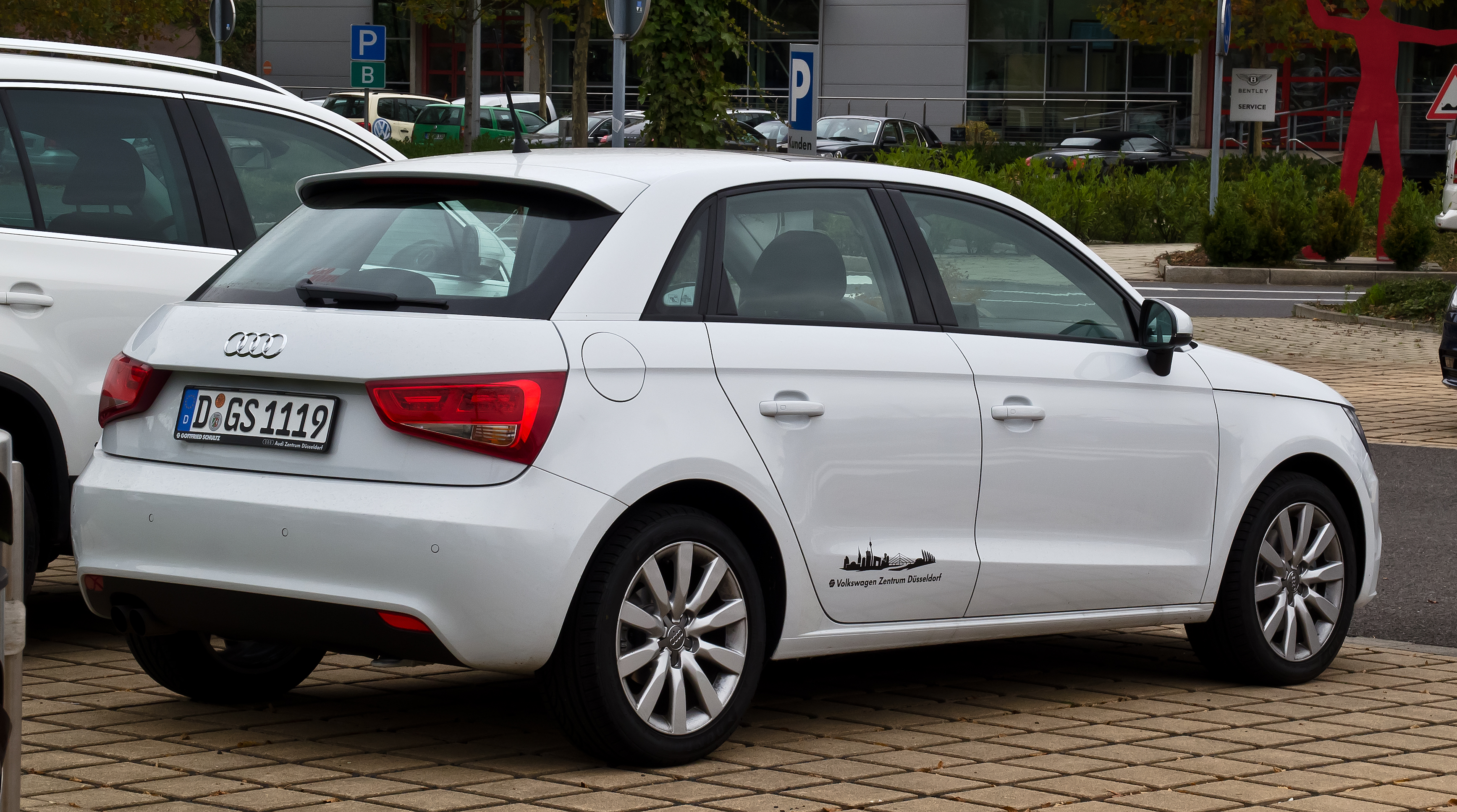
아우디 A1 스포트백(전기형) 정측면
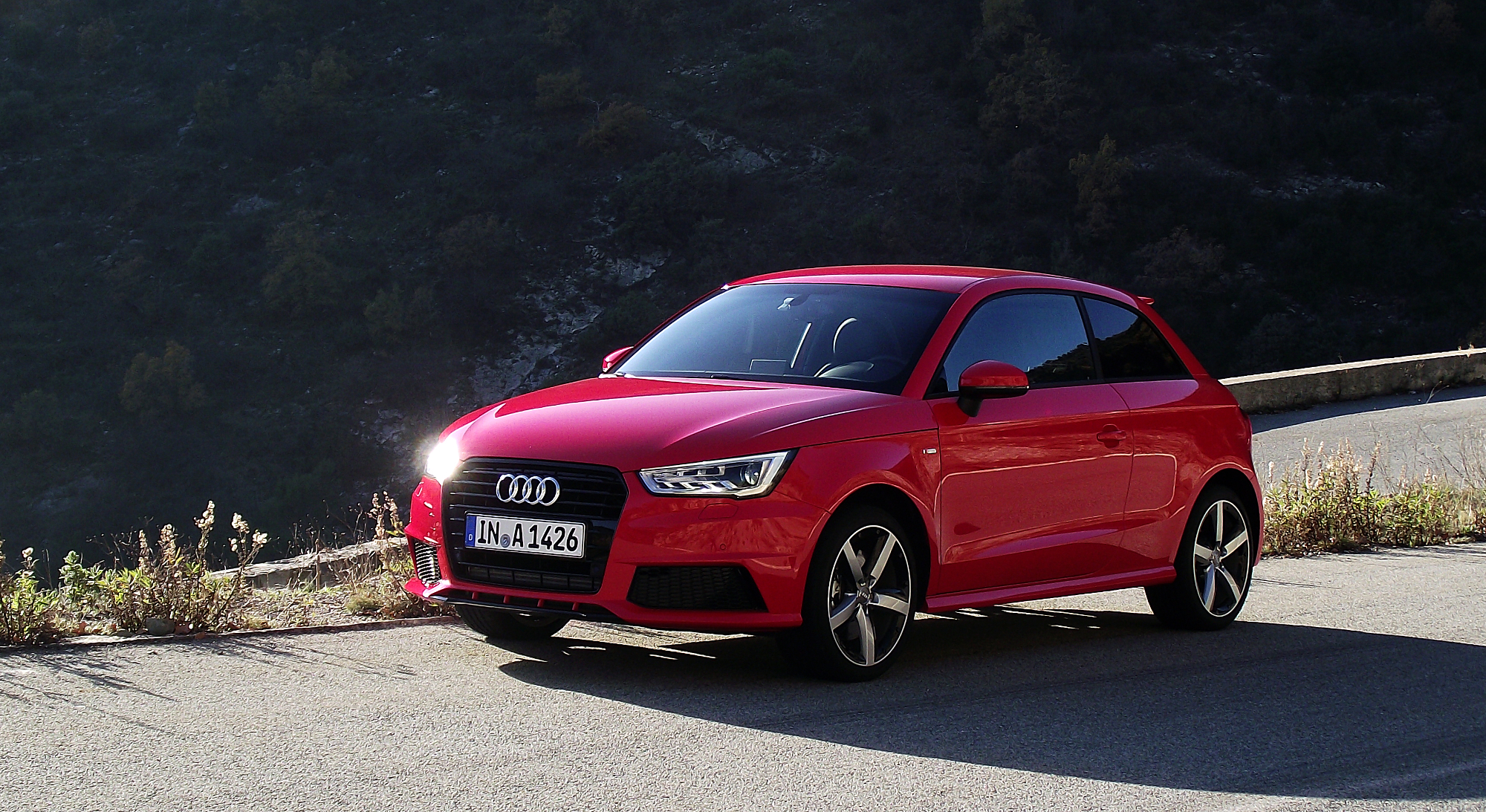
아우디 A1(후기형) 정측면
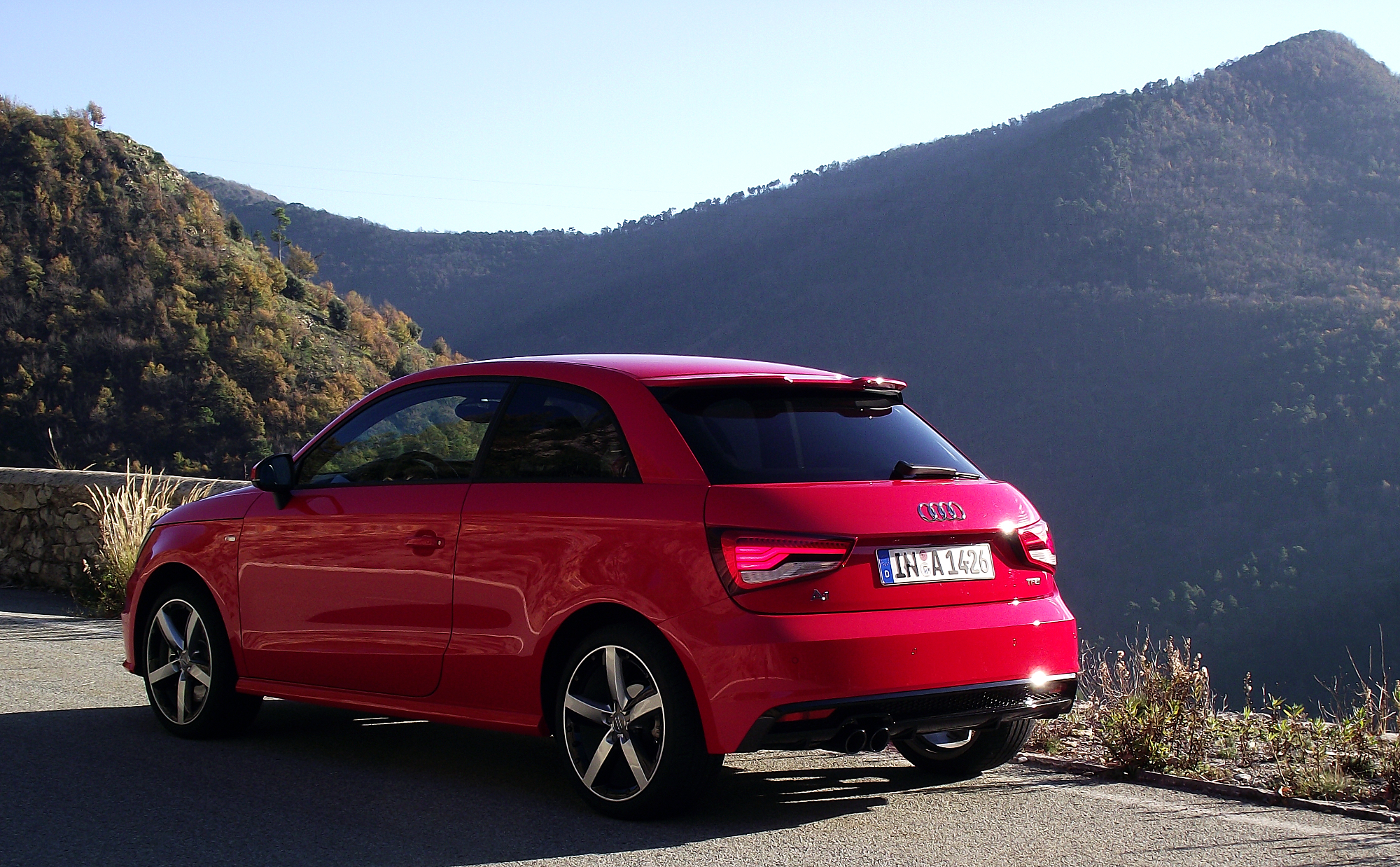
아우디 A1(후기형) 후측면
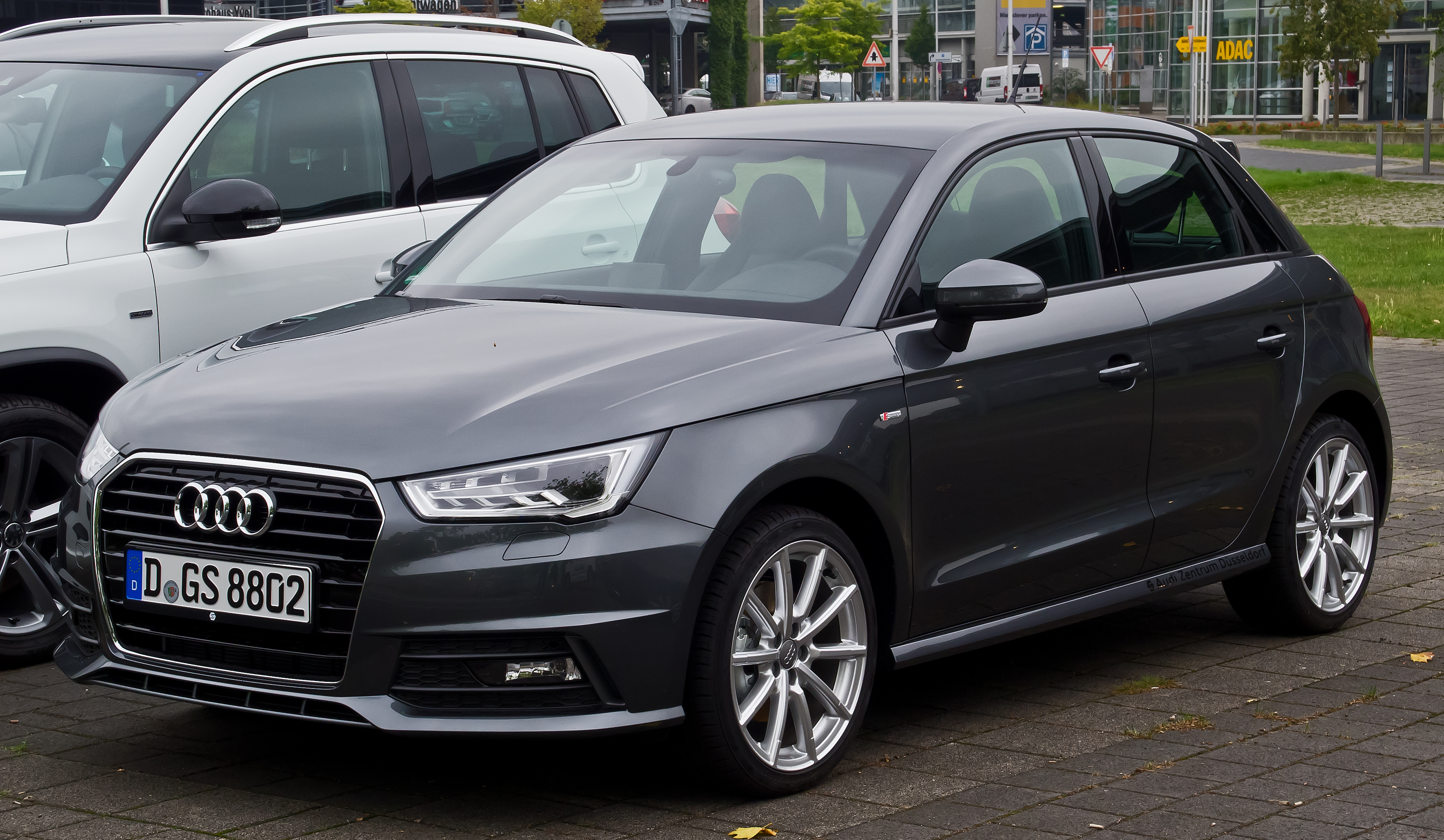
아우디 A1 스포트백(후기형) 정측면
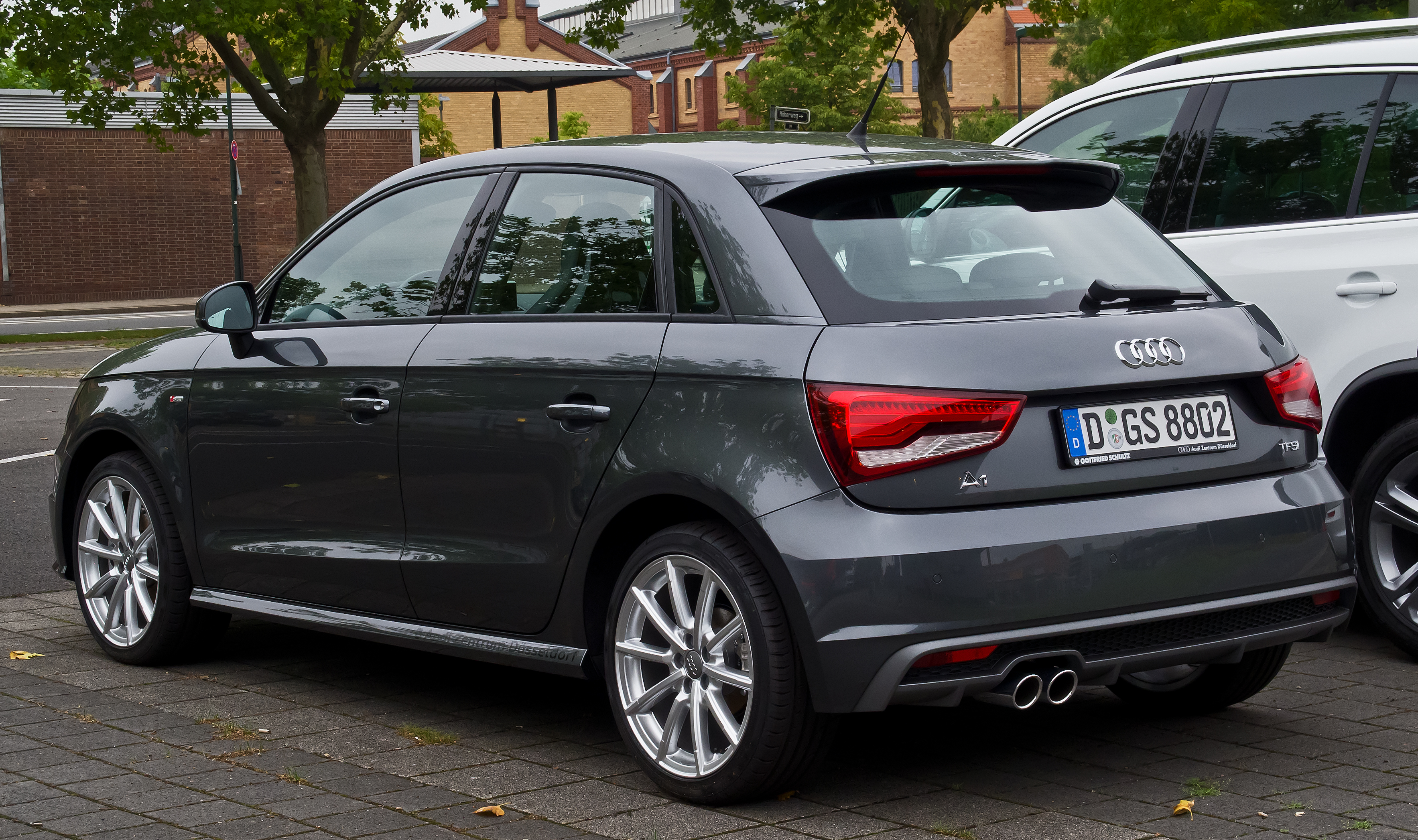
아우디 A1 스포트백(후기형) 후측면
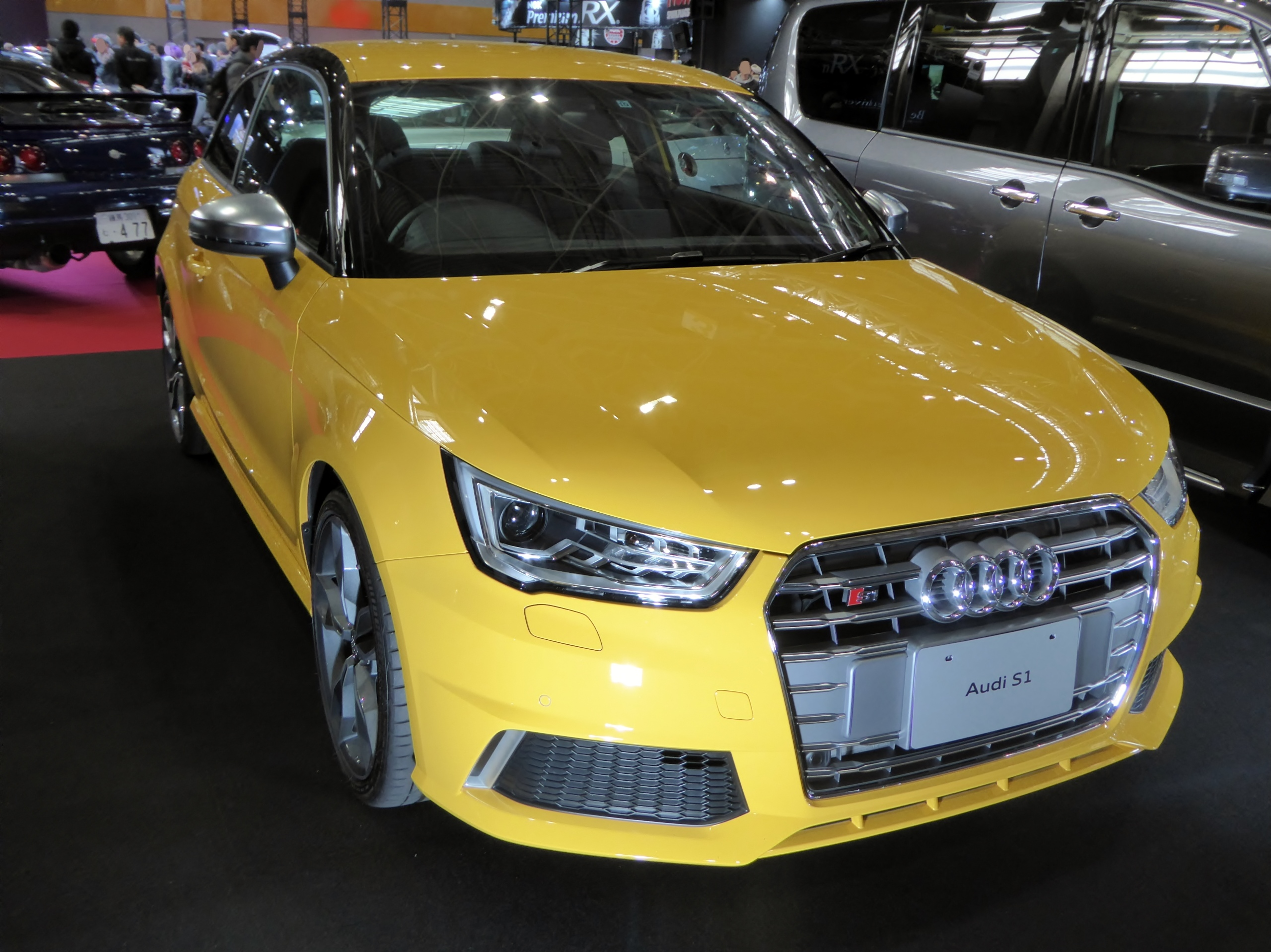
아우디 S1 정측면
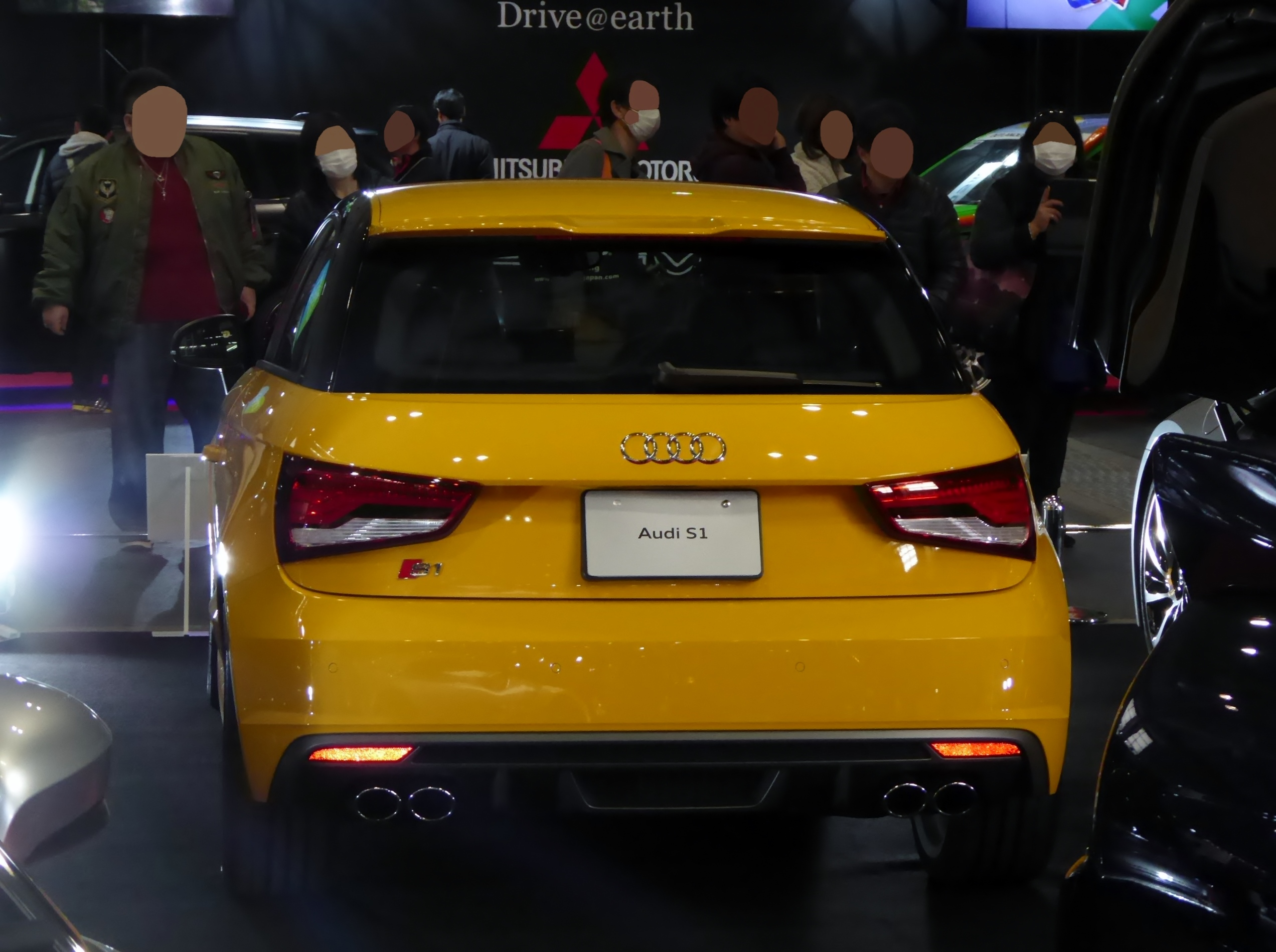
아우디 S1 후면
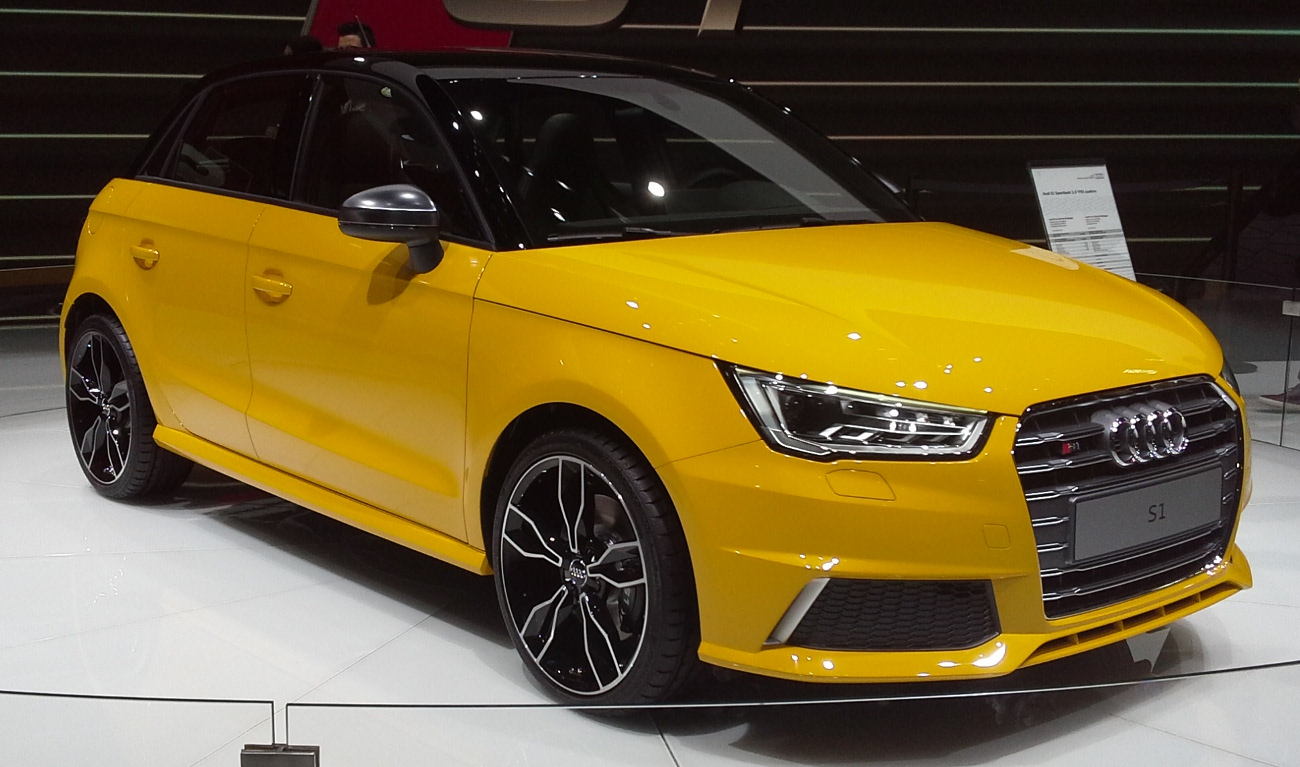
아우디 S1 스포트백 정측면
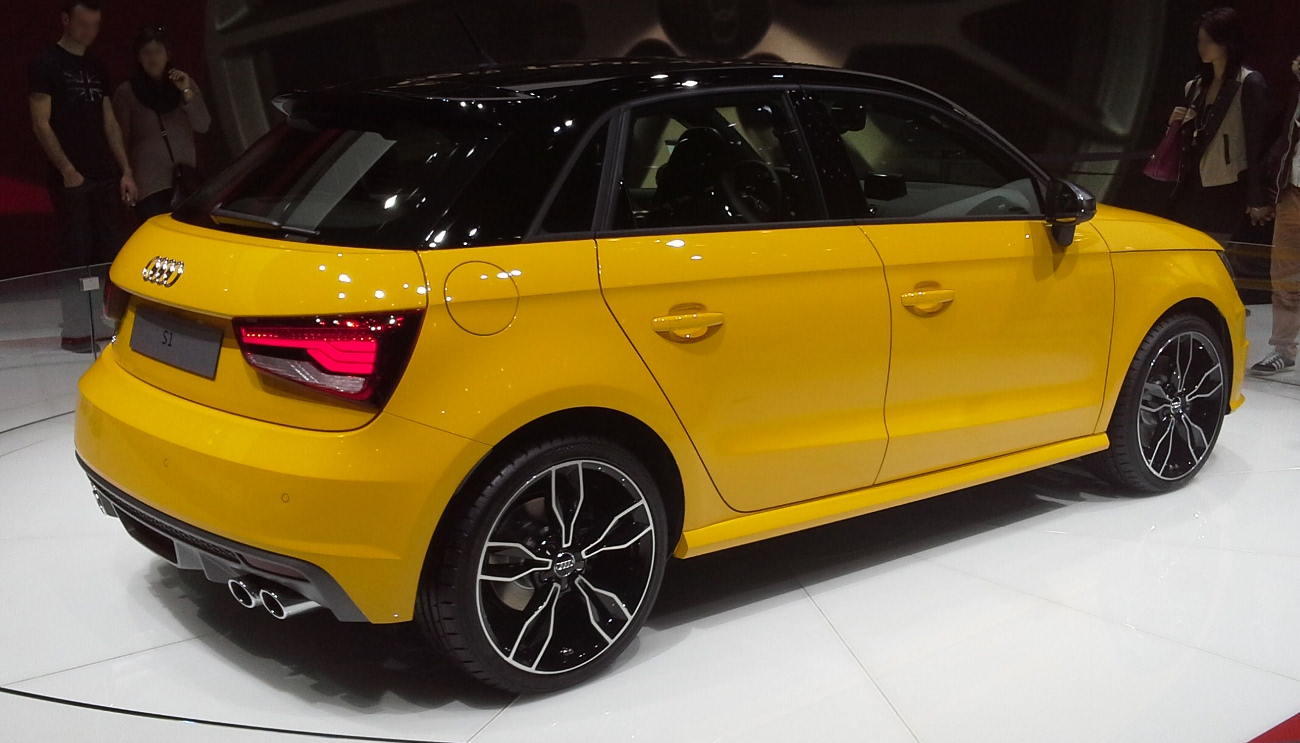
아우디 S1 스포트백 후측면

## 2세대

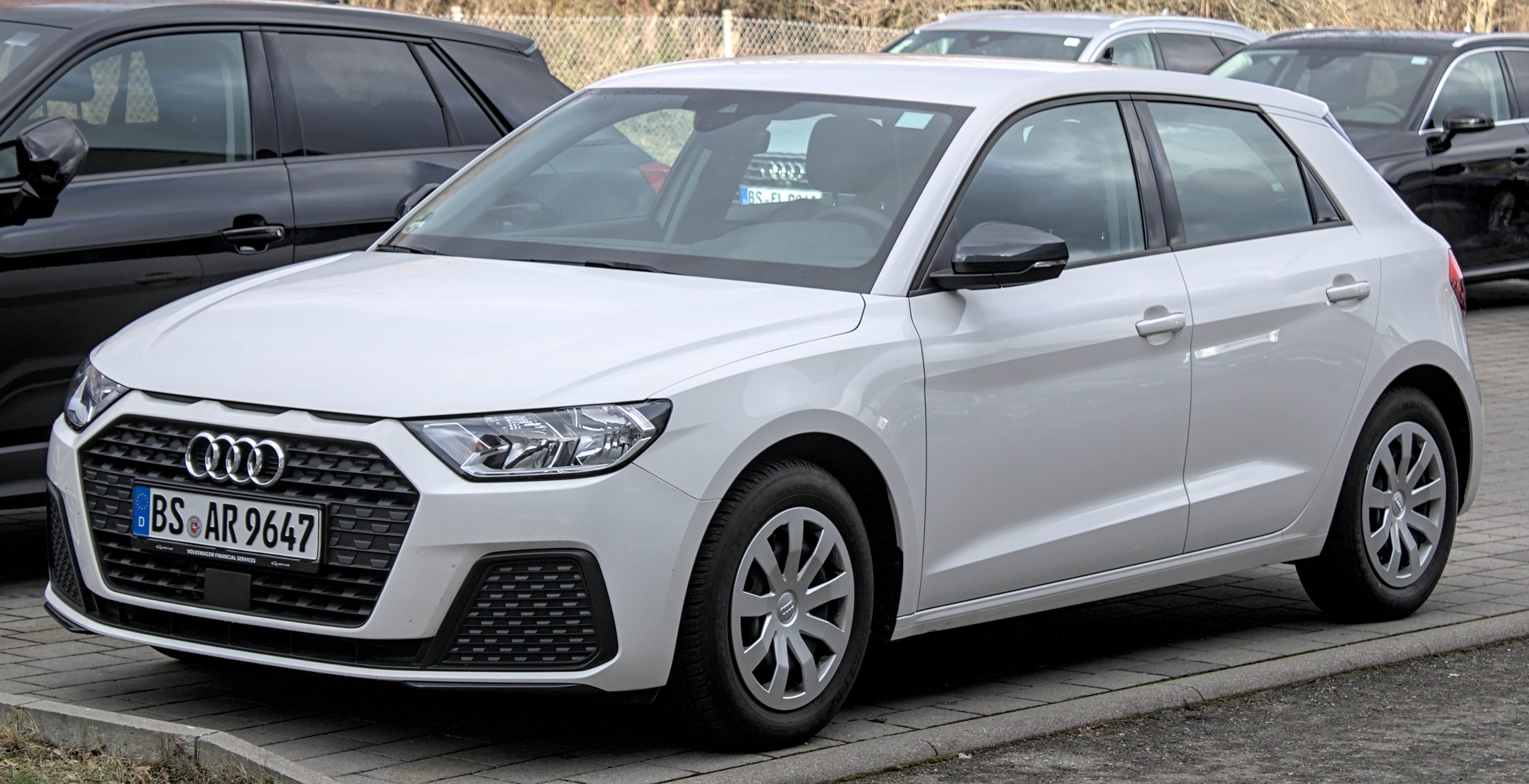
A1 스포트백 GB 전면부

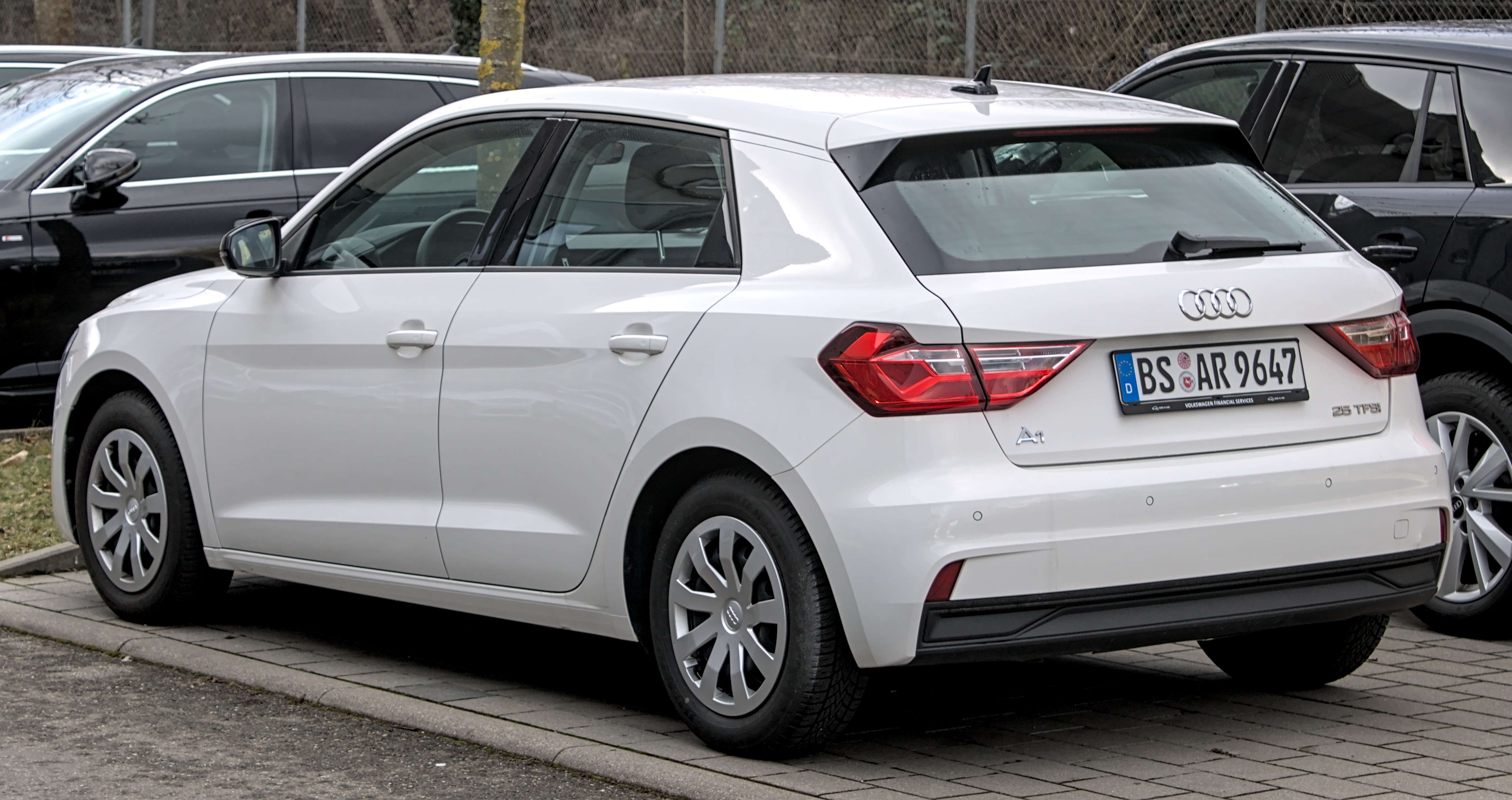
A1 스포트백 GB 후면부

2018년에 출시되었으며, 이전과 다르게 5도어만 남았다. 그리고 SUV풍으로 꾸민 시티 카버가 새롭게 추가되었다.

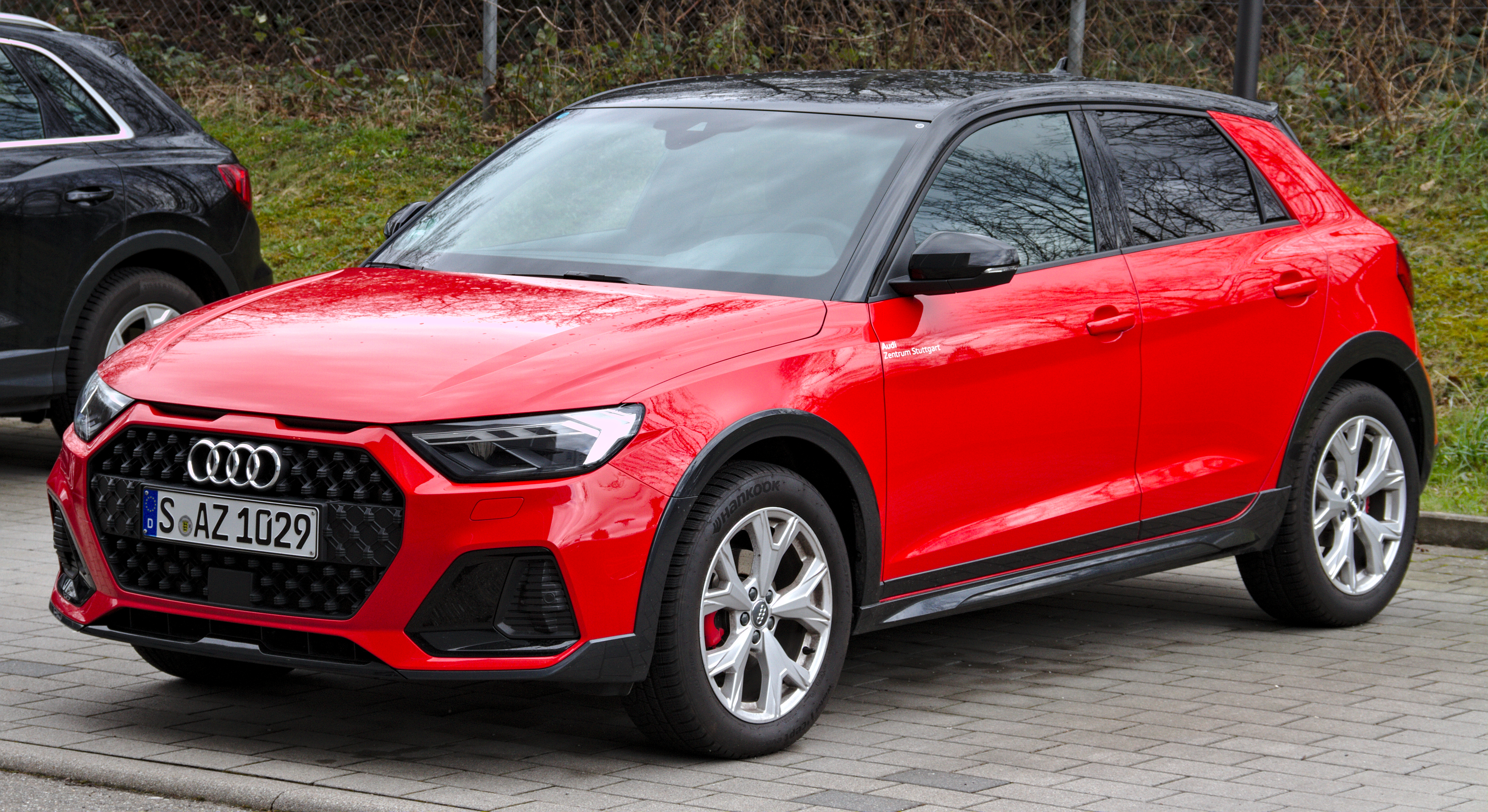
A1 시티 카버 전면부
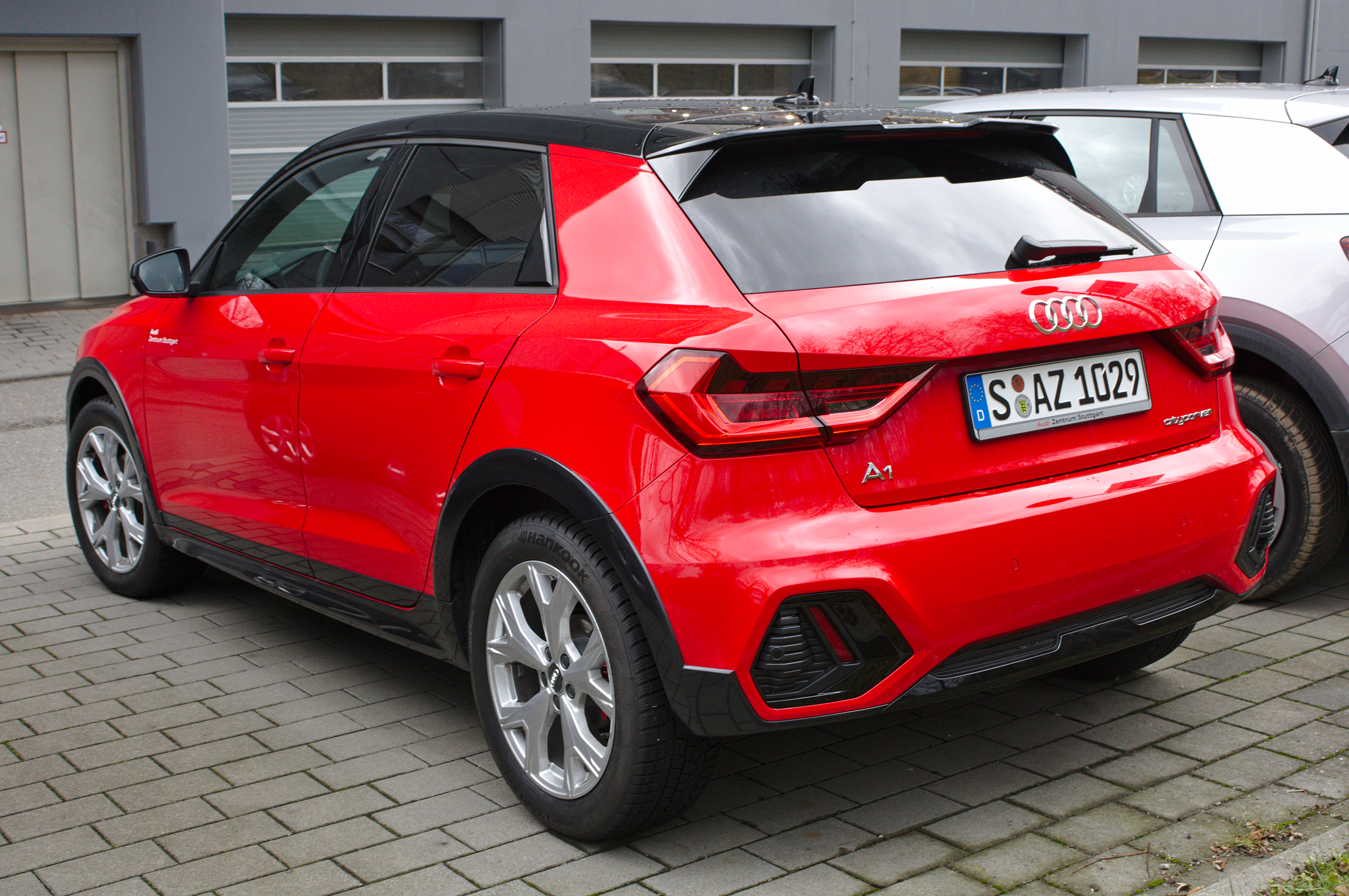
A1 시티 카버 후면부